# Skrwa
Skrwa (także Płosznica, Skrwa Prawa, Skrwa Północna) – polska rzeka o długości 114 kilometrów, płynąca na terenie Pojezierza Chełmińsko-Dobrzyńskiego. Jest prawym dopływem Wisły.

## Przebieg
Źródło rzeki znajduje się na terenie gminy Lubowidz – w pobliżu Zdrojek i Płociczna. W miejscowości Szczawno wpada do jeziora Skrwilno. Następnie, meandrując, przepływa między innymi w pobliżu Sierpca (gdzie do Skrwy wpada jej największy dopływ, Sierpienica).
Do Wisły (Jeziora Włocławskiego) uchodzi niedaleko Biskupic.
Powierzchnia dorzecza wynosi 1704 km².
Skrwa wyznacza granicę między historycznymi ziemiami: Mazowszem i ziemią dobrzyńską. Jej bieg pokrywa się również po części z aktualną granicą pomiędzy województwami: mazowieckim i kujawsko-pomorskim.

## Dopływy
- Bobrownica (P),
- Chraponianka (L),
- Czernica (P),
- Gozdawnica (P),
- Okalewka (P),
- Sierpienica (L),
- Urszulewka (P),
- Wierzbica (L).

## Ochrona przyrody
Skrwa jest częścią następujących obszarów chronionego krajobrazu:
- Obszar Chronionego Krajobrazu Międzyrzecze Skrwy i Wkry[6],
- Obszar Chronionego Krajobrazu Przyrzecze Skrwy Prawej[7],
- Obszar Chronionego Krajobrazu Źródła Skrwy[8].

Dolina Skrwy stanowi także główny element Brudzeńskiego Parku Krajobrazowego.

## Nazwa

### Skrwa
Pochodzenie nazwy nie jest jasne. Na ten temat istnieje kilka teorii.
- Jan Rozwadowski w publikacji Kilka uwag do przedhistorycznych stosunków wschodniej Europy i praojczyzny indoeuropejskiej na podstawie nazw wód (1913) sprowadził etymologię do prapostaci *Strъky, -ъve, i wyprowadził z germańskiej postaci *struko ‘strumień, rzeka’, rekonstruowanego na podstawie apelatywów języków nordyckich[9],
- Jürgen Udolph zaliczył nazwę do staroeuropejskich, od rdzenia *sreu (płynąć, lać się, ciec),
- Jerzy Duma zaliczył nazwę do przedsłowiańskich, od pie. *s(t)r- (/*ser-/*sor-) (płynąć)[10].

W źródłach pisanych nazwa rzeki występuje od XIII w. (pierwsze wystąpienie – jako Strzqua – pochodzi z 1202 r.). Odnotowano między innymi następujące odmiany: Sstrqua, Sterczena, Strca, Strkam, Strkwa, Strqua, Strqua, Strqua, Strtca, Sztrzkwa.
Od nazwy rzeki ma pochodzić nazwa miejscowości Skrwilno.

### Inne nazwy
W Słowniku geograficznym Królestwa Polskiego (1880–1902) wskazano, że na odcinku od źródeł do miejscowości Ruda rzeka była nazywana Płosznicą.
W pochodzącym z 1916 r. opracowaniu Landschaftsbilder aus Polen. II. Das Becken von Gostynin Skrwę określono jako północną. Podobnego określenia używa Wisła. Monografia rzeki z 1982 r., gdzie równocześnie używa się jednak określenia Skrwy jako prawej.

## Odnośniki zewnętrzne
- Skrwa – Elektroniczny słownik hydronimów Polski